# Álvaro Fernández
Álvaro Fernández Gay (ur. 11 października 1985 w Agraciada) – urugwajski piłkarz występujący na pozycji środkowego pomocnika, reprezentant Urugwaju.

## Życiorys

### Kariera klubowa
Fernández jest wychowankiem drugoligowego zespołu CA Atenas, skąd w 2007 roku przeszedł do Montevideo Wanderers. Następnie reprezentował barwy meksykańskiej Puebli, a po pół roku powrócił do ojczyzny, gdzie podpisał kontrakt z Club Nacional de Football. Był wypożyczany do portugalskiej Vitórii i chilijskiego Universidadu. Latem 2010 zasilił amerykańską drużynę Seattle Sounders.
Następnie był zawodnikiem klubów: Chicago Fire, Ar-Rajjan SC, ponownie Club Nacional de Football, Gimnasia y Esgrima La Plata, ponownie Seattle Sounders FC, San Martín San Juan, San Martín Tucumán i Rampla Juniors.
1 lipca 2019 podpisał kontrakt z urugwajskim klubem Plaza Colonia.

### Kariera reprezentacyjna
Fernández swój pierwszy mecz w dorosłej reprezentacji Urugwaju rozegrał 1 kwietnia 2009 w spotkaniu z Chile. Znalazł się też w szerokiej kadrze Urugwaju na Mundial 2010.

## Statystyki

### Klubowe
| Klub                      | Sezon     | Rozgrywki                   | Liga    | Liga | Play-offy | Play-offy |
| Klub                      | Sezon     | Rozgrywki                   | Występy | Gole | Występy   | Gole      |
| ------------------------- | --------- | --------------------------- | ------- | ---- | --------- | --------- |
| Seattle                   | 2010      | Major League Soccer         | 2       | 1    | -         | -         |
| Club Universidad de Chile | 2010      | Primera División de Chile   | 11      | 1    | -         | -         |
| Vitória                   | 2009-2010 | Liga Sagres                 | 9       | 0    | -         | -         |
| Nacional                  | 2008-2009 | Primera División de Uruguay | 10      | 4    | -         | -         |
| Puebla                    | 2008-2009 | Primera División de México  | 12      | 0    | -         | -         |
| Wanderers                 | 2007-2008 | Primera División de Uruguay | 30      | 1    | -         | -         |
| Wanderers                 | 2006-2007 | Primera División de Uruguay | 13      | 2    | -         | -         |
| Atenas                    | 2006-2007 | Segunda División de Uruguay | ?       | ?    | -         | -         |

Stan na 28 sierpnia 2010

### Reprezentacyjne
| Reprezentacja | Rok  | Mecze | Gole |
| ------------- | ---- | ----- | ---- |
| Urugwaj       | 2010 | 0     | 0    |
| Urugwaj       | 2009 | 7     | 0    |

Stan na 27 maja 2010